# Thomas Alden Bass
Thomas Alden Bass (sinh ngày 9 tháng 3 năm 1951) là một nhà văn và giáo sư người Mỹ chuyên ngành văn học và lịch sử.

## Tiểu sử
Bass tốt nghiệp bằng A.B. từ Đại học Chicago năm 1973 và nhận bằng Tiến sĩ môn Lịch sử Ý thức của Đại học California Santa Cruz vào năm 1980. Ông nhận được học bổng của Quỹ Khoa học xã hội và nhân văn New York, Trung tâm Blue Mountain, Ban Quản trị Đại học California, và Quỹ bảo trợ Ford. Từng giảng dạy văn học và lịch sử tại Viện Đại học Hamilton và Đại học California và là cựu giám đốc của Hamilton trong Chương trình "Truyền thông trong Thời đại Số" của Thành phố New York. Năm 2011 ông nhận dạy một lớp Khoa học Po Paris về "Kinh tế Chính trị trong Truyền thông."
Hiện tại, Bass đang là giáo sư khoa Anh văn và Báo chí tại Đại học ở Albany, Đại học Tiểu bang New York.
Bass từng xuất hiện trên các kênh Good Morning America, CNN, NPR, BBC và những cuộc gặp mặt khác để quảng bá cho sách của mình. Ông là tác giả của nhiều bài viết được đăng trên tờ Wired, The New York Times, The New Yorker, Smithsonian, Discover, và các tạp chí khác.
Bass hiện đang sống ở Thành phố New York và Paris với vợ và ba đứa con.

### Ấn phẩm
Tác phẩm của ông nhan đề The Eudaemonic Pie xuất bản năm 1985 được cho là đã thúc đẩy việc thông qua đạo luật Nevada cấm dùng các thiết bị giành lợi thế tại các trò đánh bạc.
Trong lời nói đầu của cuốn Camping with the Prince, Bass nói rằng ông từng trải nghiệm bảy chuyến thám hiểm khoa học vào châu Phi từ năm 1985 đến năm 1987. Quyển sách này tập trung vào các quan điểm châu Phi cho đến tình hình châu Phi. Nó nhấn mạnh sự lộn xộn của châu Phi, trông phức tạp hơn và linh hoạt hơn so với những gì thường được giả định bởi những người nhìn lục địa này từ bên ngoài. Trong số các nhà khoa học châu Phi được giới thiệu cho độc giả của cuốn sách này gồm có: Oyewale Tomori và Thomas Odhiambo. Thomas Bass cũng đề cập trong phần đề tựa rằng hồi còn thiếu niên, ông đã đi dọc theo bờ biển phía đông của châu Phi, xuống Congo và lên Tây Phi.

### Tác phẩm xuất bản
- The Eudaemonic Pie (Houghton Mifflin, 1985; Vintage, 1986; Penguin 1991).
- Camping with the Prince and Other Tales of Science in Africa (Houghton Mifflin, 1990; Penguin 1991; Moyer Bell, 1997)
- Reinventing the Future (Addison-Wesley, 1994, 1995)
- Vietnamerica: The War Comes Home (Soho, 1996, 1997)
- The Predictors (Holt / Viking-Penguin, 1999)
- The Spy Who Loved Us (Public Affairs, 2009)

Điệp Viên Z.21, Đỗ Tuấn Kiệt dịch, NXB Hồng Đức, 2014.